# Benefactor
Benefactor – gra komputerowa na platformę Amiga stworzona przez szwedzką firmę Digital Illusions i wydana w 1994 przez Psygnosis.
Benefactor to połączenie gry logicznej i platformowej. Opiera się na bardzo podobnym pomyśle co gra Lemmings, ale dodaje też wiele nowych rozwiązań.
W Benefaktorze grasz postacią Bena E. Factora. Ben zrezygnował z kariery wojskowej, by zostać dobrym człowiekiem (bohaterem pozytywnym). Jego misją jest uwolnienie Wesołych Ludzików, którzy zostali porwani ze swojej rodzimej planety i uwięzieni na 60 etapach.
Gracz kontroluje Bena E. Factora bezpośrednio tak jak w grze platformowej. Factor na planszy może znaleźć klucze, którymi otwiera cele z Wesołymi Ludzikami. Gdy zostają uwolnieni, zaczynają wykonywać misję, której celem jest pomóc Benowi w uwolnieniu pozostałych więźniów i bezpiecznie dojść do wyjścia.
W późniejszych misjach niektóre Wesołe Ludziki są bezmyślne. Objawia się to tym, że idą one do przodu jak lemingi, nie zważając na niebezpieczeństwa i giną. Przed doprowadzeniem do wyjścia trzeba je przefarbować, używając do tego farby i specjalnego urządzenia. Po zmianie koloru zachowują się jak normalne, myślące Wesołe Ludziki.